# Trimorphodon lyrophanes
Trimorphodon lyrophanes – gatunek jadowitego węża z rodziny połozowatych (Colubridae).
Występuje od południowej części stanu Kalifornia (południowo-zachodnie USA) po południową część Półwyspu Kalifornijskiego (północno-zachodni Meksyk), także na kilku wyspach w Zatoce Kalifornijskiej, w tym Tiburón.
Osobniki dorosłe osiągają zwykle od 60 cm do 110 cm.
Ubarwienie podstawowe brązowo-szare do szarego z brązowymi plamami. Węże tego gatunku nie są groźne dla człowieka, jad, którym dysponują, nie jest silny. Nawet brane do rąk zwykle nie gryzą. Żywią się jaszczurkami, żabami oraz małymi gryzoniami.
Jest to gatunek monotypowy. Dawniej bywał on uznawany za podgatunek Trimorphodon biscutatus, podobnie jak Trimorphodon vandenburghi, który jest obecnie synonimizowany z Trimorphodon lyrophanes.